# Stadtpark (Flensburg)
Der Stadtpark (dänisch Byparken) in Flensburg ist eine 1903 eröffnete Grünanlage mit altem Baumbewuchs im Stadtteil Westliche Höhe.

## Geschichte
1897 begannen die Vorplanungen für die Anlage des Stadtparks durch Stadtbaurat Otto Fielitz. Im selben Jahr kaufte die Stadt Flensburg die ehemalige Lücke Oevelgönne, ein rund 22.000 m² großes Grundstück, das sich zuvor im Besitz der Nis-und-Sophie-Petersenschen Familienstiftung befand und für Pachtgärten genutzt wurde. Bei einer drei Jahre später erfolgten Ausschreibung zur Anlage eines Parks setzte sich der Entwurf des Gartenbauingenieurs Heinrich Nissen durch, der sich mit seinem Konzept englischen Vorbildern bediente. 1900 begann die Bepflanzung der Lücke Övelgönne.
Nach Ende der dreijährigen Bauzeit wurde der Stadtpark mit der Enthüllung des Wrangeldenkmals, ein Werk des Bildhauers Adolf Brütt (1855–1939), am 27. September 1903 feierlich der Öffentlichkeit zugänglich gemacht.
Die heute noch erhalten gebliebenen Hauptmerkmale des Parks sind neben dem Denkmal seltene Pflanzen, Parkbänke,  ein Spielplatz und ein Trinkbrunnen sowie ein Goldfisch- bzw. Ententeich im Zentrum der Anlage, der zu Anfang aus zwei Teichen mit Holzbrücke bestand. Die Steingrotten die zunächst Bestandteil des Parks waren, sind heute nicht mehr erkennbar. Zusätzlich steht heute im Stadtpark ein Seepferdchenbrunnen.

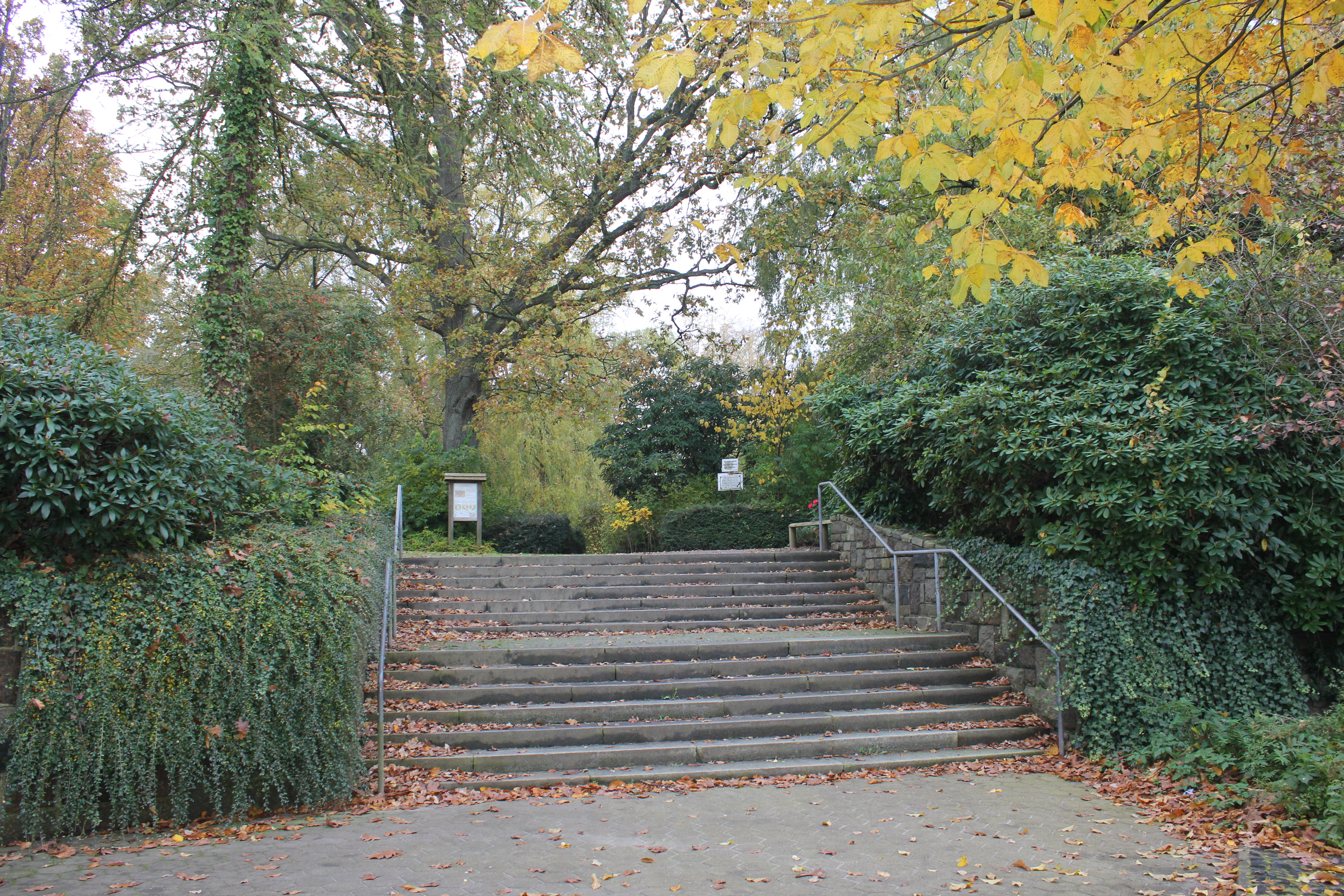
Hauptzugang zum Stadtpark
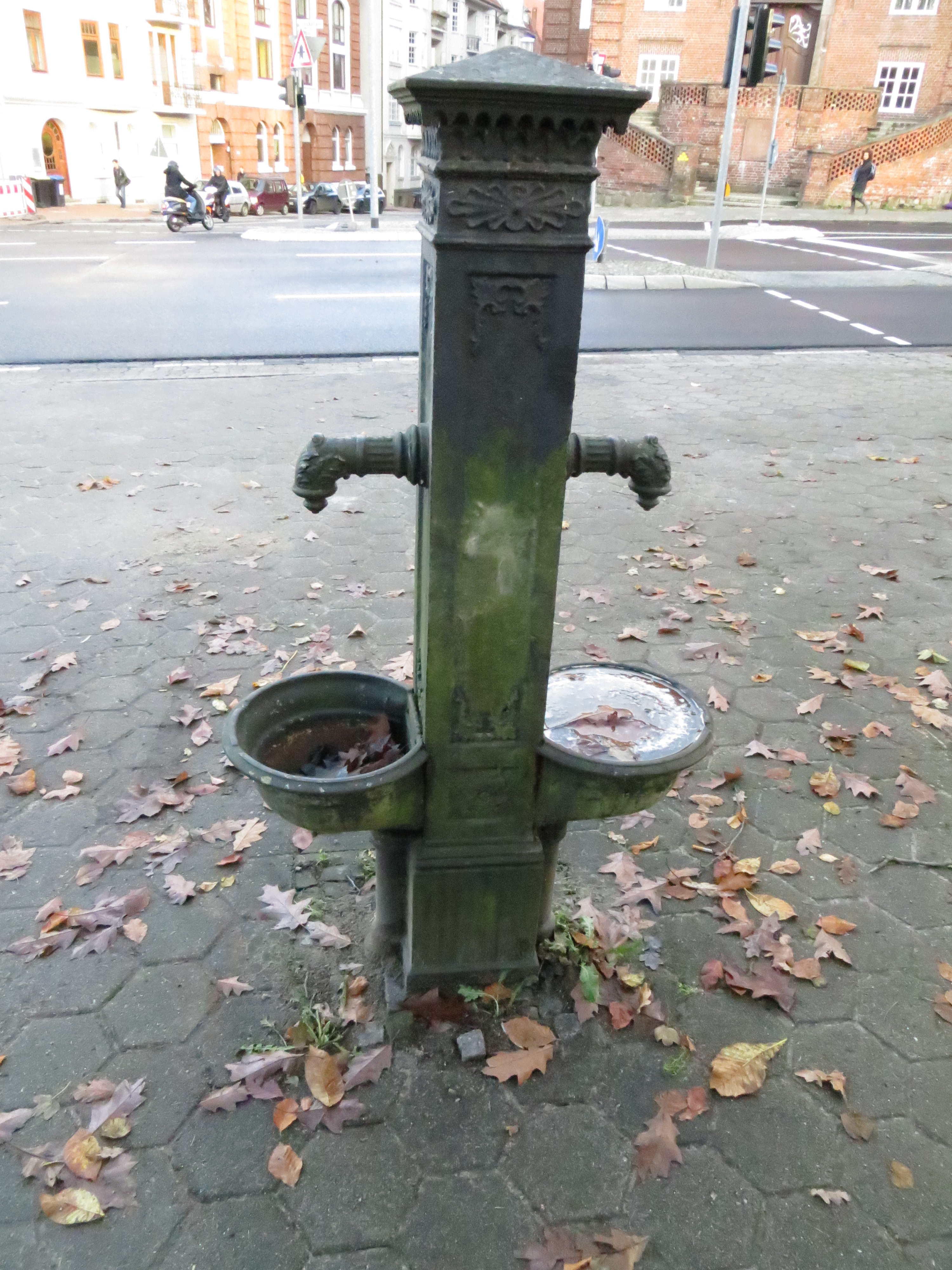
Trinkbrunnen vor dem Stadtpark
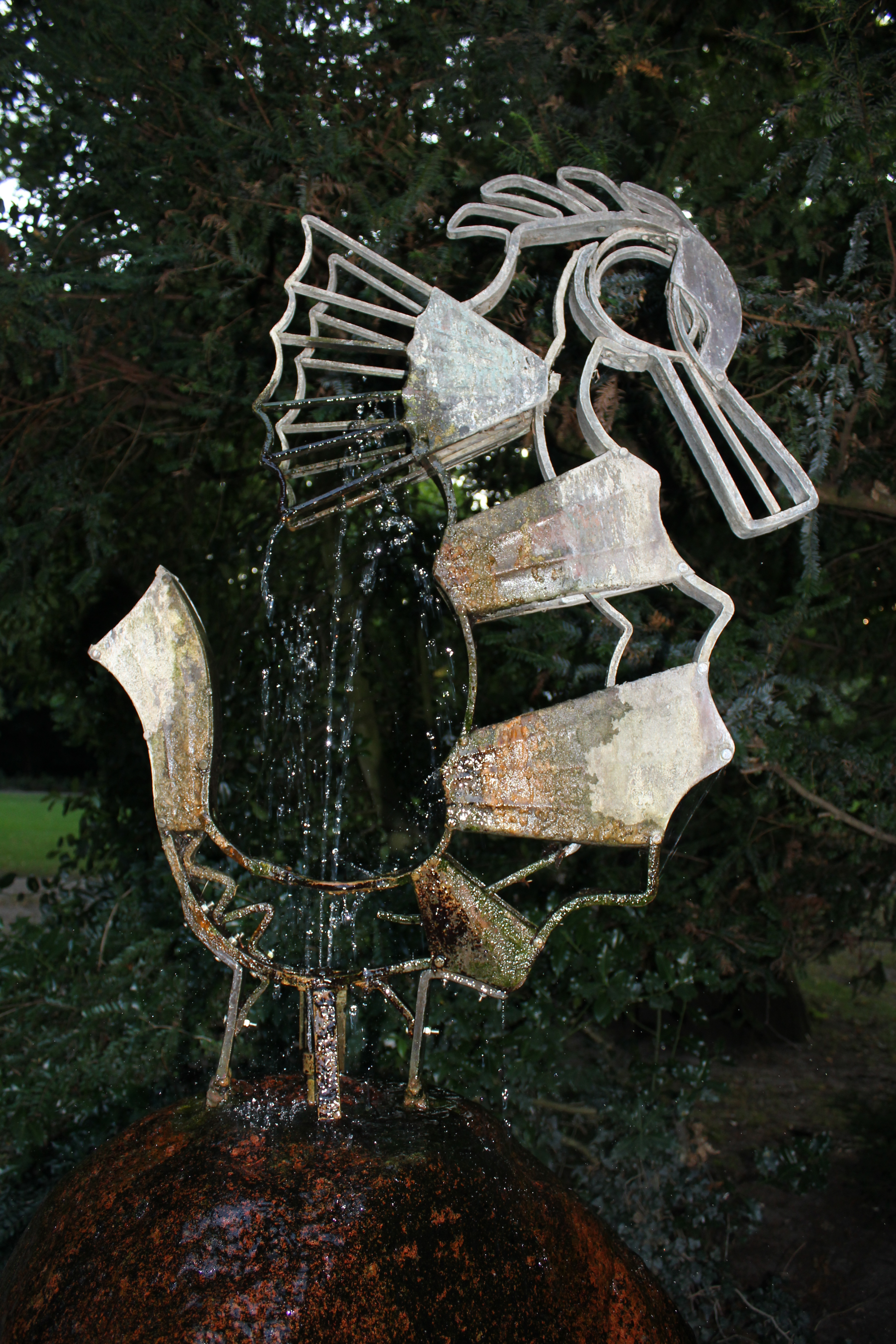
Seepferdchenbrunnen im Stadtpark
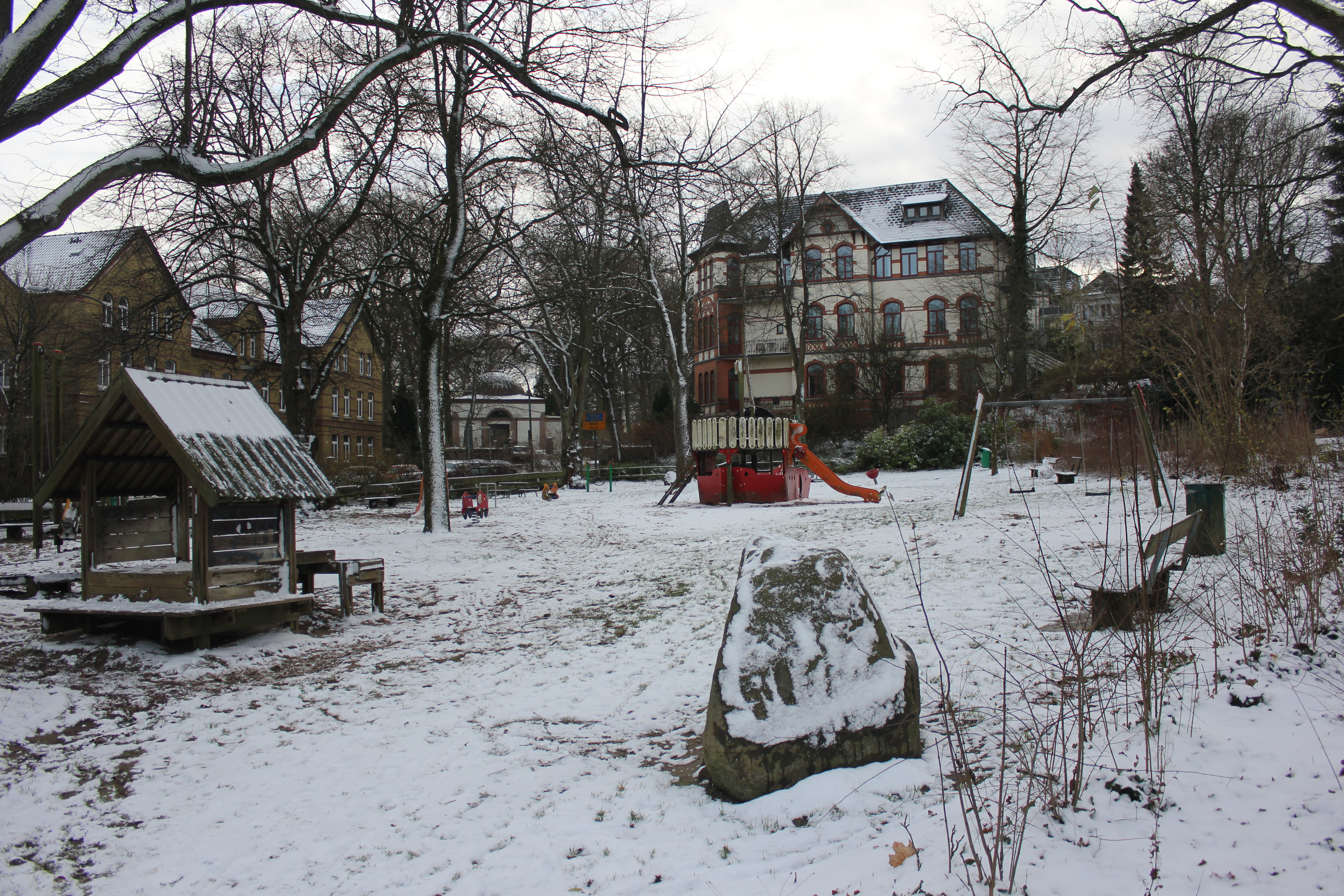
Der Kinderspielplatz vom Stadtpark